# AbleGamers
The AbleGamers Foundation (также известная как The AbleGamers Charity) — американский некоммерческий благотворительный фонд, занимающийся улучшением доступности в сфере компьютерных игр, что даёт возможность большему числу людей с различными формами инвалидности играть в компьютерные игры. Благотворительный фонд помогает людям приобретать нужные им периферийные устройства, выдаёт стипендии и сотрудничает с издателями компьютерных игр и игровыми студиями с целью улучшения доступности.

## История
AbleGamers был основан Марком Барлетом и Стэфани Уокер в 2004 году после того, как Уокер обнаружила, что из-за рассеянного склероза она потеряла возможность полноценно пользоваться компьютерной мышью и играть в компьютерные игры. Благотворительный фонд начал работать с людьми, определяя, в каком оборудовании они нуждаются для игры в компьютерные игры — как в существующем, так и новом, сделанным индивидуально. Это подразумевало как онлайн-консультации, так и приёмы в комплексе фонда. Фонд непосредственно помогает до 300 людям в год, не считая онлайн-консультаций. Изначально приём заявок на программу был открыт только в определённые времена года, однако с 2013 года ведётся круглогодичный приём заявок.
Фонд открыл несколько «залов доступности» (англ. Accessibility Arcades), в частности, в Библиотеке памяти Мартина Лютера Кинга в Вашингтоне и Торонтском университете, где показывает доступное аппаратное обеспечение и игры. В 2013 году пожертвования в благотворительный фонд превысили 100 000 долларов США. В 2016 году фонд объявил о создании новой программы под названием «Expansion Packs». При поддержке спонсоров AbleGamers обустраивает доступные игровые комнаты в центрах деятельности для поддержки людей с инвалидностью; первая комната была обустроена в центре Специализированной педиатрической помощи в Хоупвелле.
В 2017 году AbleGamers запустила программу Player Panels, по которой люди с инвалидностью работали напрямую с разработчиками компьютерных игр для повышения доступности выходящих игр и участвовали в исследовательских проектах.
Фонд AbleGamers совместно с Evil Controllers разработал доступные периферийные устройства для геймеров-инвалидов, а в 2018 году было объявлено, что Xbox Adaptive Controller был создан в сотрудничестве с AbleGamers.

## Награды
Президент Able Gamers Марк Барлет получил Hearne Leadership Award от Американской ассоциации людей с инвалидностью за работу в AbleGamers.
В 2013 году AbleGamers получили Da Vinci Award за работу «Инклюзивность: Практическое руководство по игровой доступности» (англ. Includification: A Practical Guide to Game Accessibility), что стало первым случаем, когда награда была выдана документу или концепции, а не конечному продукту.
Каждый год фонд рассылает собственные награды самым доступным играм года; среди победителей были FIFA 13 и Bayonetta 2. Награда присуждается играм с кастомизируемыми схемами управления и палитрами цветов, необязательными или сведёнными к минимуму элементами QTE, а также играм с уникальными функциями, такими как режим однокнопочной боевой системы в Bayonetta 2.